# Александар Пешич
Александар Пешич (серб. Александар Пешић / Aleksandar Pešić, нар. 21 травня 1992, Ниш) — сербський футболіст, нападник угорського клубу «Ференцварош».
Виступав, зокрема, за «Тулузу», «Аталанту» та «Црвену Звезду», а також національну збірну Сербії.

## Клубна кар'єра
Народився 21 травня 1992 року в місті Ниш. Вихованець футбольної школи клубу «Филип Филипович» з рідного міста, з якої 2004 року потрапив до академії столичного «Партизана». Провівши там два роки Александар повернувся до рідного міста, ставши гравцем «Радничок» (Ниш).
24 травня 2008 року, всього через три дні після свого 16-річчя, Пешич дебютував за першу команду, вийшовши на заміну наприкінці другої половини домашнього матчу Першої ліги проти клубу «Челарево», тим самим побивши рекорд Деяна Петковича і ставши наймолодшим гравцем в історії клубу. Однак у кінці сезону клуб вилетів до третього за рівнем дивізіону країни, після чого молодий футболіст покинув рідну команду.
В липні 2008 року Пешич приєднався до грецького ОФІ, підписавши трирічний контракт, і в сезоні 2008/09 зіграв лише по одному матчу в чемпіонаті і кубку країни, а клуб вилетів з Суперліги. Завдяки цьому у наступному сезоні серб став частіше долучатись до матчів першої команди, зігравши 12 ігор і забивши 1 гол, але команда посіла третє місце і не змогла повернутись до елітного дивізіону.
Не зігравши у першій половині сезону 2010/11 жодної гри за іракліонський, у січня 2011 року Александар уклав контракт з молдовським клубом «Шериф», у складі якого провів наступні два з половиною роки своєї кар'єри гравця. Більшість часу, проведеного у складі тираспольського «Шерифа», був основним гравцем атакувальної ланки команди і одним з головних бомбардирів команди, маючи середню результативність на рівні 0,42 гола за гру першості. У футболці тираспольського клубу виграв два титули чемпіона Молдови (2011/12 та 2012/13), а також Суперкубок Молдови (2013). 15 серпня 2013 року Пешич залишив клуб за взаємною згодою.
30 серпня 2013 року Пешич повернувся на батьківщину і приєднався до «Ягодини». У новій команді Пешич став найкращим бомбардиром команди (13 голів у чемпіонаті і 4 у кубку), яка вийшла у фінал Кубка Сербії сезону 13/14. В кінці цього сезону, він був включений до символічної збірної Суперліги того сезону.
26 червня 2014 року Пешич підписав п'ятирічний контракт із французьким клубом «Тулуза». Під час свого дебютного сезону він забив шість голів у 34 іграх Ліги 1, але в наступному — лише два, втративши місце в основі. Через це 1 вересня 2016 року було оголошено, що Пешич був відданий в оренду на сезон в італійську «Аталанту», де втім теж не став основним і у сезоні 2016/17 зіграв лише 6 матчів в чемпіонаті, голів не забив. Єдиний гол за бергамасків забив у кубковому матчі проти «Пескари».
В результаті Пешич повернувся до сербського футболу, підписавши 4 липня 2017 року контракт з «Црвеною Звездою», яка придбала гравця за 750 000 євро. Белградська команда в сезоні 2017/18 виграла свій 29-й чемпіонський титул і вперше після 25 років вийшла до «євровесни», а Пешич зіграв найбільше ігор у червоно-білій майці того сезону — 51 гру, в яких забив 29 голів. Маючи 25 голів, він став найкращим бомбардиром Суперліги і встановив новий рекорд за кількістю голів в одному сезоні Суперліги. Його також визнали найкращим гравцем сезону Суперліги. Створивши яскравий атакувальний тандем з Річмондом Боак'є в осінній частині сезону, вони на двох 44 голи, що зробило їх одним з найефективніших тандемів в історії «Червоної зірки».
Як підсумок обидва нападники зацікавили іноземні клуби і були вигідно продані — Боак'є на початку 2018 року відправився до Китаю, а у липні і Пешич підписав трирічний контракт із саудівським «Аль-Іттіхадом», що заплатив за гравця 4,2 мільйона євро, майже в шість разів більшу суму, ніж сербська команда віддала за гравця попереднього літа. До кінця року Пешич зіграв 14 ігор за клуб в усіх турнірах, але забив лише один гол, тому в лютому 2019 року він був відданий в оренду в «Сеул», де грав до травня 2020 року, після чого не зміг домовитись про продовження співпраці і повернувся в «Аль-Іттіхад». У вересні 2020 року він розірвав контракт з саудівським клубом за обопільної згоди.
На початку жовтня 2020 року Пешич уклав угоду з ізраїльським «Маккабі» (Тель-Авів). Станом на 19 листопада 2020 року відіграв за тель-авівську команду 2 матчі в національному чемпіонаті.
В червні 2023 року Пешич приєднався до угорського клубу «Ференцварош».

## Виступи за збірні
2011 року дебютував у складі юнацької збірної Сербії (U-19), загалом на юнацькому рівні взяв участь у 6 іграх. Разом з командою був учасником юнацького чемпіонату Європи 2011 року в Румунії, де серби дійшли до півфіналу, в якому програли команді Чехії з рахунком 2:4.
Протягом 2013—2015 років залучався до складу молодіжної збірної Сербії, з якою був учасником молодіжного чемпіонату Європи 2015 року в Чехі, де Сербія не змогла вийти в плей-офф.. На молодіжному рівні зіграв у 16 офіційних матчах, забив 3 голи.
15 листопада 2016 року зіграв свій єдиний матч у складі національної збірної Сербії, зігравши в товариському матчі проти збірної України (0:2) у Харкові.
| Дата       | Місто  | Господарі | Результат | Гості  | Турнір           | Голи | Примітки |
| ---------- | ------ | --------- | --------- | ------ | ---------------- | ---- | -------- |
| 15-11-2016 | Харків | Україна   | 2 – 0     | Сербія | товариський матч | -    | 46'      |
| Усього     |        | Матчів    | 1         |        | Голів            | 0    |          |

## Титули і досягнення
- Чемпіон Молдови (2):

«Шериф»: 2011-12, 2012-13
- Володар Суперкубка Молдови (1):

«Шериф»: 2013
- Чемпіон Сербії (2):

«Црвена Звезда»: 2017-18, 2022-23
- Володар Кубка Ізраїлю (1):

«Маккабі» (Тель-Авів): 2020-21
- Володар Кубка Сербії (1):

«Црвена Звезда»: 2022-23
- Чемпіон Угорщини (2):

«Ференцварош»: 2023-24, 2024-25

### Індивідуальні
- Найкращий бомбардир сербської Суперліги: 2017–18 (25 голів)
- Найкращий футболіст сербської Суперліги: 2017–18[28]
- У символічній збірній сербської Суперліги: 2013–14, 2017–18